# Großer Hirschenstein
Der Große Hirschenstein (ungarisch: Nagy Szarvaskő) ist mit 862 Metern Seehöhe nach dem Geschriebenstein der zweithöchste Berg des Burgenlandes, des östlichsten Bundeslandes von Österreich. Er ist Bestandteil des Günser Gebirges und der höchste zur Gänze im Burgenland (Bezirk Oberwart) befindliche Berg.
Einen guten Kilometer nordwestlich liegt der Kleine Hirschenstein (836 m ü. A.).

## Namensgebung
Seinen Namen verdankt der Große Hirschenstein – kurz Hirschenstein genannt – einer Legende. Anlässlich eines Besuches auf Burg Schlaining ging König Matthias Corvinus auf die Jagd und erlegte dabei mit seinem Speer einen Hirsch, der sterbend auf einem Stein zusammenbrach.

## Flora
Im Bereich des Großen Hirschensteins gab es bis vor ungefähr 40 Jahren ein großes Vorkommen an Frühlingsknotenblumen, welches aber menschlicher Rücksichtslosigkeit und Unwissenheit beinahe zum Opfer gefallen wäre. Durch gezielte Bestandspflege und die Anlage eines Frühlingsknotenblumenbiotops konnte der Naturparkverein Geschriebenstein-Írottkő den Bestand retten und zu dessen Erholung beitragen.

## Infrastruktur
Der auf dem Großen Hirschenstein errichtete Sender Hirschenstein mit einer Gesamthöhe von 90 Metern (17,5 Meter Gebäudehöhe plus 72,5 Meter Masthöhe) versorgt das Mittel- und Südburgenland mit den Programmen des ORF sowie je eines privaten Radio- und TV-Senders.
Bis Mitte September 2014 war dort auch eine der Wetterstationen der ZAMG. Die Station wurde der hohen Kosten wegen abgebaut.

## Pflegezentrum Hirschenstein

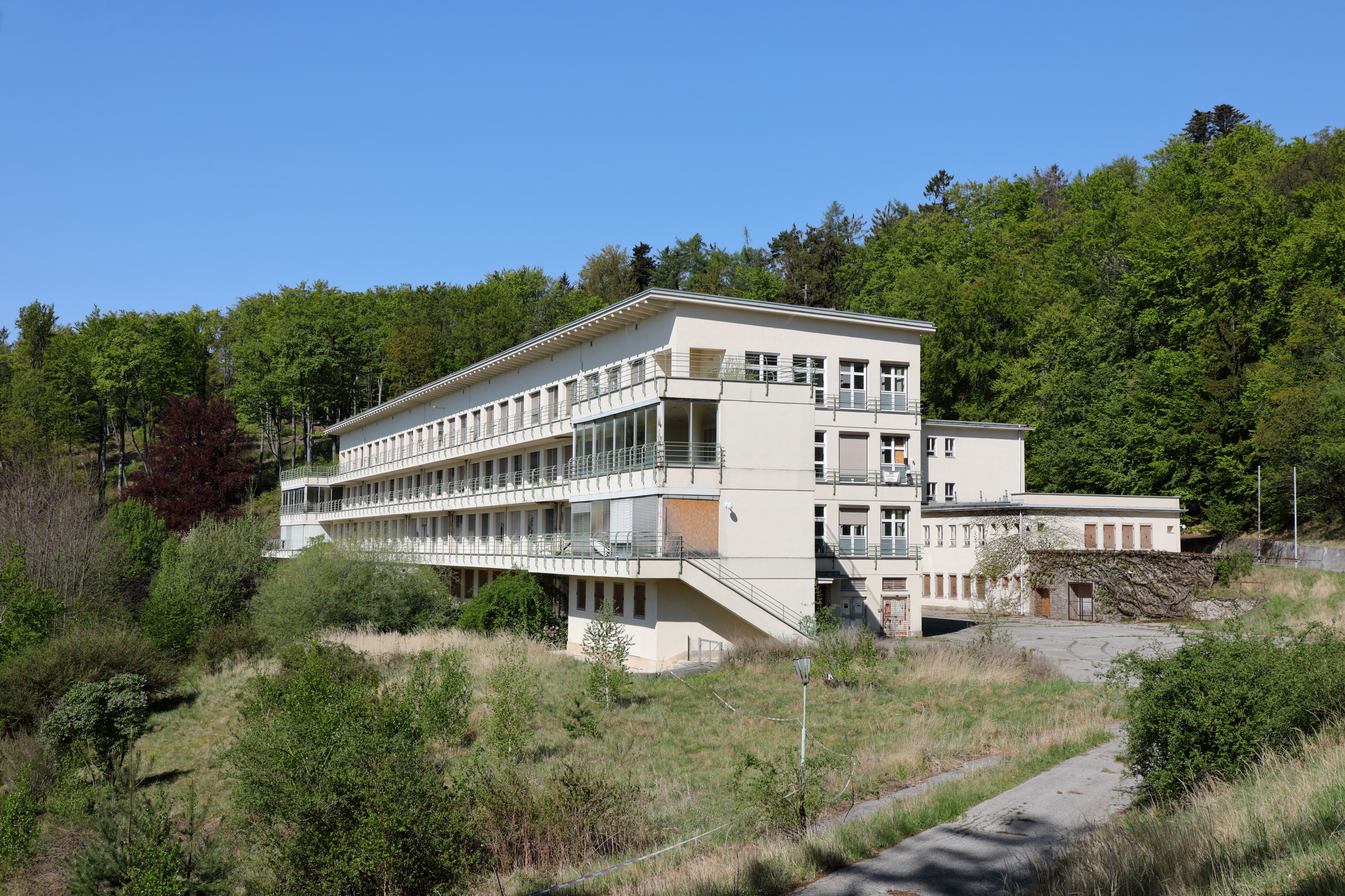
Ehemalige Lungenheilanstalt bzw. Pflegeheim

Zwischen 1952 und 1955 wurde im Gemeindegebiet von Rechnitz in etwa 700 Metern Seehöhe eine bis 1975 ausschließlich für tuberkulose- und lungenkranke Patienten vorgesehene Heilstätte (Lage) errichtet und bis 1986 betrieben. Anschließend bis Ende 2012 wurden in dem von den Burgenländischen Krankenanstalten geführten Pflegezentrum Hirschenstein pflegebedürftige Menschen betreut. 2012 wurde im Zentrum von Rechnitz ein neues Pflegeheim eröffnet und das am Hirschenstein geschlossen, das Gebäude steht seitdem leer.